# Drais (Moguncja)
Drais, Mainz-Drais – okręg administracyjny Moguncji, w Niemczech, w kraju związkowym Nadrenia-Palatynat. W czerwcu 2024 roku okręg zamieszkiwało 3137 mieszkańców.